# Монте-Кристо (альбом)
«Монте-Кристо» — студийный альбом певца и композитора Александра Градского; вокальная сюита, состоящая из инструментальной и песенной части к фильму «Узник замка Иф» режиссёра Юнгвальд-Хилькевича, снятому на Одесской киностудии в 1988 году.

## Об альбоме
Альбом записан на Всесоюзной студии грамзаписи «Мелодия» в 1987 году.

«Эта работа была и трудной и лёгкой одновременно. Долгое время я не работал в кино. После „Романс о влюблённых“ была написана музыка к двум с лишним десяткам кинофильмов, но в большинстве случаев это была фоновая музыка. Счастливый случай свел меня с режиссёром Юнгвальд-Хилькевичем, который предложил сделать музыку к экранизации „Графа Монте-Кристо“ Дюма, мало того, написать стихи к песням, используя в фонограмме фильма приемы симфонической, электронной и рок-музыки. Как это у меня получилось — судить вам.»— Аннотация автора
Вышел в виде винилового альбома в 1989 году. Песенная часть переиздана на компакт-диске «Золотое старьё» Диск № 2 студией звукозаписи Московского театрально-концертного объединения в 1996 году.

## Список композиций
В списке выделены композиции с вокальными партиями.
| №                   | Название                | Длительность |
| ------------------- | ----------------------- | ------------ |
| 1.                  | «Вступление»            | :            |
| 2.                  | «Песня о Монте-Кристо»  | :            |
| 3.                  | «Замок»                 | :            |
| 4.                  | «Песня о «сумасшедших»» | :            |
| 5.                  | «Кадрусс»               | :            |
| 6.                  | «Мерседес и Эдмон»      | :            |
| 7.                  | «Песня о свободе»       | :            |
| 8.                  | «Побег»                 | :            |
| 9.                  | «Море»                  | :            |
| 10.                 | «Вальс»                 | :            |
| Общая длительность: | Общая длительность:     | 21:28        |

| №                   | Название                 | Длительность |
| ------------------- | ------------------------ | ------------ |
| 1.                  | «Алмаз. Смерть Кадрусса» | :            |
| 2.                  | «Песня о золоте»         | :            |
| 3.                  | «Скерцо»                 | :            |
| 4.                  | «Тарантелла»             | :            |
| 5.                  | «Похоронный марш»        | :            |
| 6.                  | «Граф и Мерседес»        | :            |
| 7.                  | «Песня о грехе»          | :            |
| 8.                  | «Морсер»                 | :            |
| 9.                  | «Граф и Гайде»           | :            |
| 10.                 | «Рассвет»                | :            |
| 11.                 | «Песня о надежде»        | :            |
| 12.                 | «Прощание»               | :            |
| Общая длительность: | Общая длительность:      | 23:02        |

## Участники записи
- Александр Градский — вокал, фортепиано, гитара, челеста, синтезаторы, скрипка, колокола, ксилофон, ударные
- Сергей Зенько — флейта, саксофоны
- Владимир Васильков — ударные
- Симфонический оркестр под управлением Владимира Симкина
- Звукорежиссёры: В. Виноградов, А. Градский
- Редакторы: В. Рыжиков, И.Йотко
- Художник А. Терехов